# Karim Hadjbouzit
Karim Hadjbouzit, né le 10 février 1991, est un coureur cycliste algérien.

## Palmarès sur route

### Par années
- 2012
  -  Contre-la-montre par équipes aux championnats arabes des clubs[n 1]
  - 3e du championnat d'Algérie du contre-la-montre espoirs
  -  Médaillé de bronze du championnats d'Afrique du contre-la-montre par équipes

### Classements mondiaux
| Année           | 2012 | 2013 | 2014 | 2015 | 2016 |
| --------------- | ---- | ---- | ---- | ---- | ---- |
| UCI Africa Tour | 120e | 177e |      |      | 87e  |

## Palmarès sur piste

### Championnats d'Afrique
- Casablanca 2018
  -  Médaillé de bronze de la poursuite par équipes